# Parapercis decemfasciata
Parapercis decemfasciata är en fiskart som först beskrevs av Franz, 1910.  Parapercis decemfasciata ingår i släktet Parapercis och familjen Pinguipedidae. Inga underarter finns listade i Catalogue of Life.